# BMW 801

Le BMW 801, est un moteur à pistons aéronautique refroidi par air, à 14 cylindres en double étoile, fabriqué par BMW et utilisé par de nombreux avions militaires allemands lors de la Seconde Guerre mondiale, le plus connu étant le chasseur Focke-Wulf Fw 190 Würger.

## Historique et développement

### Historique
Au début des années 1930, BMW acquit, auprès de Pratt & Whitney, une licence de production du moteur Hornet. Fabriqué sous le nom de BMW 114, il donna naissance à une version améliorée le BMW 132. En 1935, le RLM fit établir deux projets de nouveaux moteurs en étoile beaucoup plus puissants, un par Bramo, le Bramo 329 et l'autre par BMW, le BMW 139 (it). Cependant, peu de temps après le début des études, BMW acheta Bramo et les deux équipes se mirent au travail sur le BMW 139.
Ce dernier se présentait comme une version à double étoile du BMW 132 développant 1 400 ch; il était à l'origine destiné à l'utilisation classique en Allemagne, sur les bombardiers et les avions de transport. Mais Kurt Tank décida au cours de l'année 1937 de l'utiliser aussi pour son futur chasseur, le Focke-Wulf Fw 190. Il espérait, grâce à un travail poussé sur le capotage et le refroidissement du moteur, limiter l'inconvénient traditionnel des moteurs en étoile par rapport aux moteurs en ligne, à savoir leur plus fort maître-couple. Pour ce faire, il plaça un ventilateur entraîné par le moteur, derrière une gigantesque casserole d'hélice, permettant ainsi de forcer le flux d'air à passer à travers le moteur pour le refroidir, une partie étant détournée par des prises d'air en forme de S pour alimenter le radiateur d'huile.

### Versions développées
Les travaux réalisés sur les deux premiers prototypes du FW 190 montrèrent assez rapidement que le moteur BMW 139 serait peu adapté à ce genre d'utilisation et BMW proposa alors d'étudier en urgence un nouveau moteur dont le développement commença en octobre 1938. En avril 1939, le premier BMW 801A était démarré, seulement six mois après le début des études, il fut accompagné par le modèle B, qui s'en différenciait par un sens de rotation inversé, tournant lui vers la gauche, cela devait permettre pour les utilisations sur des bimoteurs de supprimer tout effet de couple, toujours préjudiciable pour la facilité de pilotage. Une version L, tropicalisée était aussi prévue.
Cependant toutes ces variantes posaient beaucoup de problèmes de refroidissement. Pour y remédier, d'importants efforts furent entrepris qui donnèrent naissance à la version C. Celle-ci introduisait un nouveau système hydraulique de commande du pas et diverses améliorations dont des ouïes sur l'arrière du capot moteur pour aider au refroidissement. La version C1, de 1 560 ch, équipa alors les FW 190A1 puis le C2, légèrement plus puissant avec 1 600 ch, les FW 190A2. Ils cédèrent la place bientôt à la série D qui utilisait, elle, du carburant C3 avec un indice d'octane de 100 en lieu et place du B4 dont l'indice d'octane était de 87. Ce changement de carburant permit d'augmenter le taux de compression, augmentant la puissance de décollage à 1 700 ch sur le D1 et 1 730 sur le D2. Un autre perfectionnement introduit par la série D fut la possibilité de monter un système de surpuissance MW 50 qui, par une injection de mélange eau et méthanol au niveau du compresseur, permettait (entre autres) de refroidir l'air sortant de celui-ci. Les systèmes MW 50 furent cependant disponibles assez tard sur la production de la série D. Les versions G et H étaient des D adaptées pour l'usage sur bombardiers bimoteurs, avec des rapports de réduction plus élevés pour entraîner de plus grosses hélices et des sens de rotation inversés, respectivement vers la droite et vers la gauche.
En 1944, la version U du 801 entre en production. Cette version était en grande partie basée sur la version D-2, mais certaines parties étaient dérivées d'autres versions. Le U a reçu un nouveau refroidisseur d'huile et un blindage plus épais. Le U était une version de transition jusqu'à ce que de meilleures versions soient mises en production.
En 1944, la version 801 S fut également produite. Le S utilisait le compresseur de la version E et était équipé d'un nouveau Kommandogerät, plus simple. La première vitesse du compresseur était réglée à une altitude plus élevée, comme sur la version E. La version S utilisait des pièces de plusieurs versions. Grâce à une puissance spécifique, elle pouvait développer 2 200 ch.

### Adaptations à la haute altitude
Les développements suivants tentèrent de remédier à la faiblesse des performances du compresseur et donc celle du moteur à grande altitude. Le BMW 801E utilisa pour ce faire des vitesses de compresseur optimisées pour la haute altitude, ce qui permettait de gagner 100 ch sur le régime de croisière et 150 sur celui de combat. Les travaux débouchèrent ensuite sur BMW 801R pourvu d'un compresseur plus complexe avec deux étages et quatre vitesses. Le BMW801F, fut l'ultime perfectionnement du BMW 801E, capable de fournir une puissance au décollage de 2 400 ch.
Le 801F avait également un vilebrequin plus solide et une pompe d'injection de carburant de plus grande capacité. La version avait également des soupapes d'admission et d'échappement plus grandes. Le moteur avait également une meilleure aérodynamique interne et externe. Au banc d'essai, le 801F pouvait délivrer 2 600 ch en 1945.
Parallèlement, de nombreux efforts furent produits pour associer un turbocompresseur au BMW 801, donnant naissance au BMW 801J, basé sur le D, délivrant 1 810 ch au décollage et 1 500 à 12 200 mètres, là où un D2 produisait péniblement 630 ch. Le BMW 801Q, basé lui sur le E, qui était encore plus performant, donnant quelque 1 715 ch à la même altitude, ce qu'aucun moteur allié n'était capable d'égaler. Cependant, ces moteurs se révélèrent extrêmement coûteux à produire et, finalement, les versions de haute altitude du FW 190 finirent par employer d'autres moteurs moins puissants mais plus économiques, comme le Junkers Jumo 213.

## Caractéristiques

### Particularités

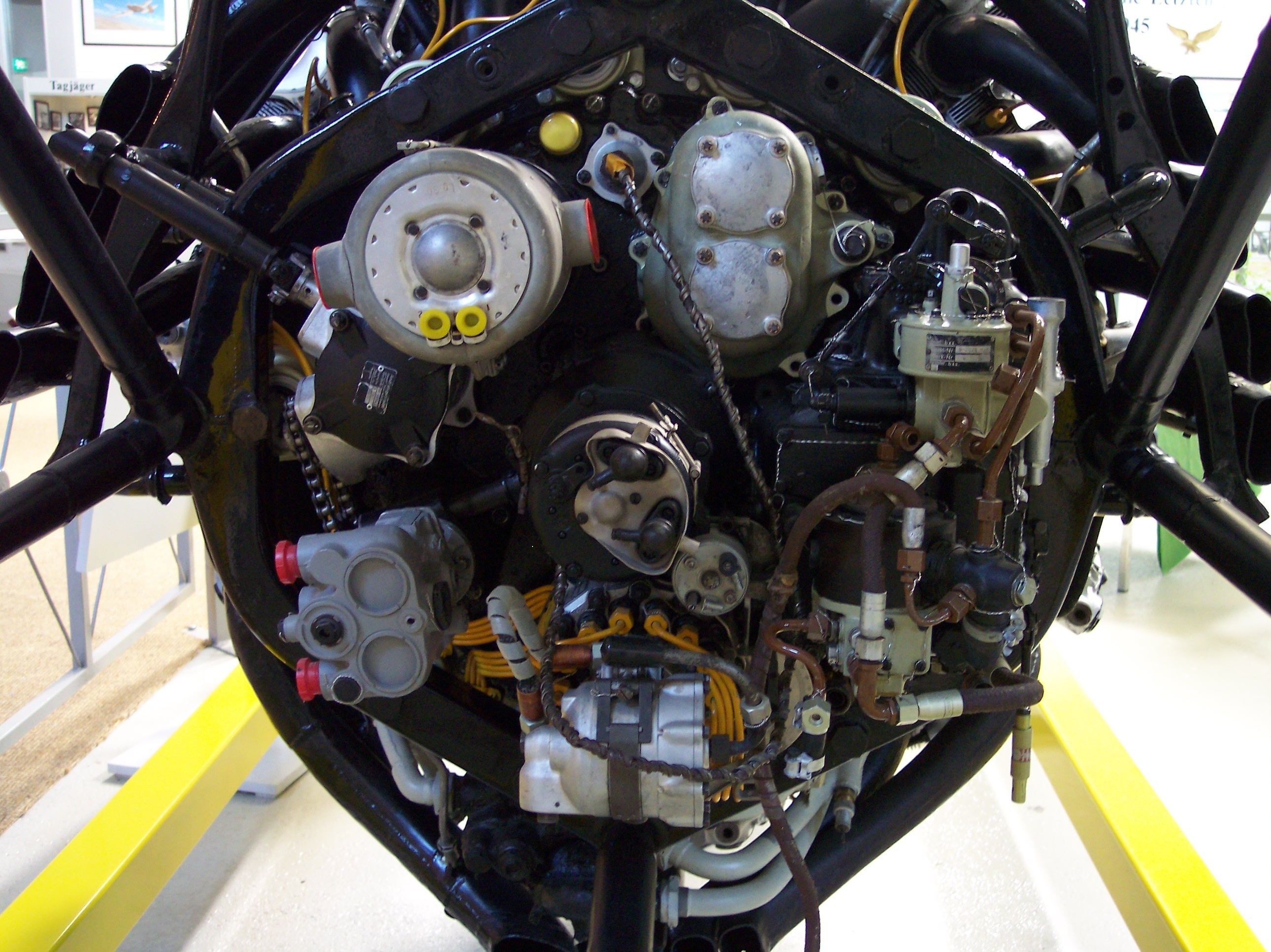
Vue arrière, montrant le système de commande automatique

Le BMW 801 est un moteur refroidi par air, en double étoile de quatorze cylindres. À part ce changement dans le nombre de cylindres par rapport à son ancêtre, le BMW 139 (it), il reprend pour l’essentiel la technologie de ce dernier. Les cylindres conservent les deux soupapes, une d’admission et une d’échappement, actionnées par des culbuteurs et des tiges, avec rappel assuré par trois ressorts. Certaines de ses caractéristiques sont cependant très modernes, par exemple l'emploi de soupapes refroidies au sodium, et d'un système d'injection plutôt qu'un carburateur. Une autre prouesse technologique est son système de gestion automatique, appelé kommandogeraet (dispositif de commande), un véritable ordinateur électromécanique qui gère de façon automatisée tous les paramètres du moteur en fonction de l'altitude : le débit de carburant, le pas d'hélice, la vitesse du compresseur, l'avance à l'allumage et la richesse du mélange.
Le moteur se caractérisait par un carter exceptionnellement serré, ce qui se traduisait par une traînée nettement inférieure à celle d'un moteur radial classique de l'époque. Ce modèle fut également testé en soufflerie pour un développement ultérieur. Les ingénieurs BMW purent ainsi réduire la traînée à un niveau équivalent à une augmentation de la puissance du moteur de 150 à 200 chevaux.

### Distribution

Mécanisme de contrôle des soupapes sur un moteur radial (ici, avec cinq cylindres).

En matière de distribution, BMW est resté relativement classique dans ces choix techniques : il n'y a que deux soupapes, l'une d'admission et l'autre d'échappement, pour chaque cylindre du BMW 801. Comme sur tous les moteurs radiaux (à l'exception bien sur de ceux utilisant une distribution par chemise louvoyantes, chez Bristol), les soupapes sont contrôlées par des culbuteurs, elles même actionnées par un anneau à cames (pour chaque rangée de cylindres) qui tourne à la moitié de la vitesse du vilebrequin, et joue le même rôle que l'arbre à cames d'un moteur en ligne. Une particularité est que le temps d'ouverture des soupapes se chevauche légèrement : lorsque le piston passe au point mort haut, la soupape d'échappement n'est pas encore totalement fermée, et la soupape d'admission est déjà partiellement ouverte. Comme l'avait prouvé Harry Ricardo vers 1935, cela permet d'améliorer le renouvellement de l'air et de limiter l'échauffement du moteur. Ce n'est cependant possible que sur un moteur à injection : avec un carburateur, le chevauchement de l'ouverture des soupapes créeraient un important gaspillage de carburant, puisque celui-ci est déjà mélangé à l'air qui entre dans le cylindre. Ici, seul de l'air est admis.
La soupape d'échappement bénéficie d'un refroidissement au sodium. Il s'agit d'une technologie cruciale, développée dans les années 1930, et qui s'est rapidement généralisée dans les moteurs d'avions à hautes performances. La soupape, fournie par la société Friedrich Deckel (en), est creuse, et partiellement remplie de sodium. Ce métal fond facilement, une fois passé à l'état liquide, il se déplace le long de la soupape lors des mouvements de celle ci, ce qui assure un transport de la chaleur. Cela limite l'échauffement de la tête de la soupage d'échappement, qui, sans cela, devient facilement un foyer d'auto-allumage,

### kommandogerät
Le kommandogerät représente une innovation majeure du BMW 801. Sur la plupart des chasseurs de la seconde guerre mondiale, le pilote contrôle le moteur et l'hélice par le biais de trois leviers, qui contrôlent respectivement l'ouverture du papillon de gaz, la richesse du mélange, et l'inclinaison des pales de l'hélice. Il doit jouer séquentiellement sur ces trois commandes lorsqu'il augmente ou réduit le régime moteur. Le kommandogerät est un calculateur mécanique dédié, intégré au moteur, qui permet de la contrôler avec un seul levier. En fonction de la position du levier et de données mesurées sur le moteur, le kommandogerät calcule lui-même les trois paramètres cités, et il peut également jouer sur la synchronisation de l'allumage (légèrement avant ou après le point mort haut des cylindres). En évitant au pilote de gérer trois commandes séparées, ce calculateur lui permet de se concentrer pleinement sur le combat, c'est un atout majeur du Fw 190 face au chasseurs alliés,. Il constitue un ancêtre des FADEC modernes.

### Allumage
L'allumage est assuré par deux magnétos Bosch ZM 14 et, pour chaque cylindre, deux bougies à deux électrodes de diamètre 14 mm, du modèle Bosch DW 240 ET 7 ou Siemens 35 FU 14.

### Soufflante de refroidissement
Une caractéristique inhabituelle du BMW 801 est la présente, entre le moteur et l'hélice, d'une soufflante de refroidissement, qui sert à augmenter le débit d'air sur le carter et les cylindres, pour favoriser le refroidissement. Construite en alliage de magnésium, elle a un diamètre de 812 mm et comprend, sur les versions les plus produites, 12 pales (14 sur le 801TS). La soufflante toune ) environ 4650 tours/minutes, soit 1,72 fois la vitesse du vilebrequin et 3 fois la vitesse de l'hélice. La soufflante de refroidissement joue surtout un rôle important au décollage et lors du roulage, en vol, le flux d'air est assuré par la vitesse de l'avion lui-même. La présence de cette soufflante a permis, sur le Fw 190, de concevoir un capot assez resserré autour du moteur sans risque de surchauffe du moteur, réduisant la trainée aérodynamique qui est le habdicap traditionnel des chasseurs à moteur radial, ces moteurs ayant une plus grande section frontale que les moteurs en V,.

### Montages et désignations

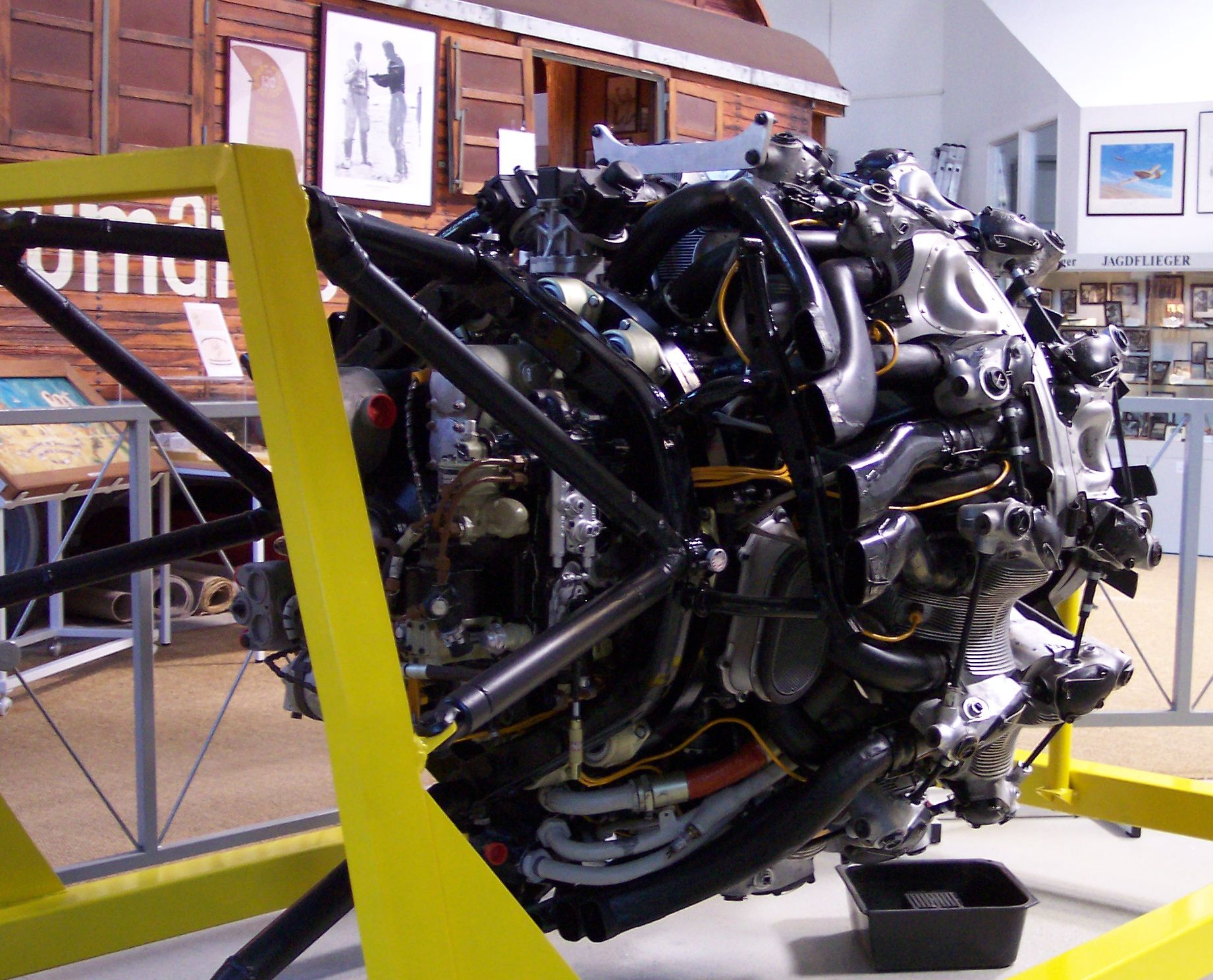
Vue latérale, avec la fixation du moteur sur la cellule

Les moteurs étaient généralement livrés prêts à monter dans leurs capots, prêt à être boulonnés sur les avions, selon un ensemble désigné Motoranlage, puis à partir de 1944, Triebwerksanlage. Le changement de dénomination correspond en fait à l'inclusion d'accessoires auparavant fournis à part comme les pipes d'échappement.
L'appellation de ces ensembles provoque beaucoup de confusion sur les versions du BMW-801 car, si elle est logique pour certaines versions comme les BMW 801A livrés dans les ensembles BMW 801MA, elle peut prêter à confusion pour d'autres modèles comme, le BMW 801D-2 livré dans l'ensemble BMW 801MG. L'introduction des Triebwerksanlage ajoute encore à la confusion car les désignations sont encore moins logiques, les BMW 801E étant livrés dans les BMW 801TG et TH, et l'emploi erroné de la lettre T pour désigner les versions à turbocompresseur.

### Descriptif technique
Désignation du moteur seul : BMW 801D-2
Désignation de l'ensemble : BMW 801MG
Disposition : 14 cylindres en double étoile
Course : 156 mm
Alésage : 156 mm
Cylindrée totale : 41,8 L (41 800 cm3)
Rapport de compression : 6,5 à 1
Masse (moteur seul) : 1 228 kg
Masse (moteur équipé): 1 342 kg
Masse de l'hélice: 177 kg
Masse du capot : 45 kg
Masse du ventilateur : 9,3 kg
Masse de l'anneau frontal : 114 kg
Diamètre : 1 270 mm
Longueur : 2 006 mm
Puissance au décollage : 1 730 ch (1 270 kW) à 2 700 tr/min
Puissance d'urgence avec MW 50 : 2 000 ch
Consommation : 0,308 kg/kWh
Rapport de multiplication de l'hélice : 0,57
Carburant : C3 indice d'octane 100.

### Liste des versions
- BMW 801A : première version, sens de rotation vers la droite, puissance au décollage 1 600 ch, livré dans le lot BMW 801MA.
- BMW 801B : première version, sens de rotation vers la gauche, puissance au décollage 1 600 ch, livré dans le lot BMW 801MB.
- BMW 801C : version améliorée pour résoudre les problèmes de refroidissement, commande hydraulique du pas d'hélice.
  - BMW 801C-0 :
  - BMW 801C-1 : puissance au décollage 1 560 ch.
  - BMW 801C-2 : puissance au décollage 1 600 ch.
- BMW 801D : utilisation du carburant C3 à indice d'octane 100, possibilité de monter un système MW-50.
  - BMW 801D-1 : puissance au décollage 1 700 ch.
  - BMW 801D-2 : puissance au décollage 1 730 ch et 630 à 12 200 m, version la plus produite, livré dans le lot BMW 801MG.
- BMW 801E : vitesses de compresseur optimisées pour la haute altitude, puissance au décollage 1 880 ch, livré dans le lot BMW 801TG et TH.
- BMW 801F : amélioration du E, , puissance au décollage 2 400 ch.
- BMW 801G : version du D2 avec rapport de réducteur adaptée aux hélices lourdes, sens de rotation vers la droite, livré dans le lot BMW 801TL.
- BMW 801H : version du D2 avec rapport de réducteur adaptée aux hélices lourdes, sens de rotation vers la droite, livré dans le lot BMW 801TP.
- BMW 801J : version turbocompressée du D2, puissance au décollage 1 810 ch et 1 500 à 12 200 m.
- BMW 801L : première version, sens de rotation vers la droite, tropicalisé, puissance au décollage 1 600 ch, livré dans le lot BMW 801ML.
- BMW 801Q : version turbocompressée du D2, puissance au décollage ? ch et 1 715 à 12 200 m.

## Carrière opérationnelle

### Utilisation
Pendant toute la période où le BMW 801 est produit en grande série, son utilisation principale est le chasseur Fw 190. Produire le plus grand nombre possible de Fw 190 pour faire face aux bombardements alliés étant la priorité absolue, la production des moteurs est attribuée en toute priorité à ce programme, limitant sa disponibilité pour tout autre type d'avions. Ainsi, des versions du Junkers Ju 88 utilisant le BMW 801 ont été développées, mais leur production est restée limitée, alternant avec les Jumo 213.

### Production
Le BMW 801 est produit, au total, à 61000 exemplaires. La production culmine, début 1944, à environ un millier de moteurs par mois. Cela en fait le deuxième moteur d'avion allemand le plus produit pendant la guerre, juste après le Junkers Jumo 211 (68248 exemplaires).

#### Usines
La production en masse du BMW 801 nécessite le concours de nombreux sites. L'usine principale de BMW, à Milbertshofen-Am Hart (Munich), est au coeur de la production du moteur. En 1942, la production de motocyclettes déménage de Munich à Eisenach (usiné héritée du rachat de Automobilwerk Eisenach en 1928), afin de libérer la totalité de l'usine bavaroise pour le programme. Dans le même ordre d'idée, la production du BMW 132, un moteur de la génération précédente (mais toujours important pour l'effort de guerre allemand, équipant le Junkers Ju 52 de transport) est transféré aux usines de Gnome et Rhône, en France (Gennevilliers), qui travaillent sous contrôle allemand. Le même accord fait aussi produire à Gnome-et-Rhône des pièces de BMW 801.
Des 801 sont également assemblés (et réparés) à Aulnat, en France, au sein de l'Atelier industriel de l'aéronautique. Ce site est bombardé en mars 1944 par les britanniques.

#### Travail forcé
L'industrie de guerre allemande étant confrontée à un manque de main d’œuvre, exacerbé par la mobilisation, la recours au travail forcé (de déportés et de prisonniers de guerre) est massif. Environ 56 000 personnes travaillent pour BMW au milieu de la seconde guerre, environ deux tiers sont des travailleurs forcés. Cela a été reconnu par la direction de BMW dans des excuses officielles publiées en 2016, lors du centenaire de l'entreprise.

#### Étude par les Alliés
Le 1er septembre 1941, au dessus de la France, des pilotes britanniques sont pour la première fois confrontés au Fw 190, que d'autre pilotes avaient déjà aperçu le mois précédent. Lorsque les pilotes décrivent un chasseur à moteur radial, le renseignement militaire britannique, ignorant l'existence d'un tel avion dans l'arsenal allemand, croit d'abord qu'il s'agit de Curtiss P-36 Hawk achetés par la France avant la guerre et saisis par l'occupant. Mais rapidement, il devient évident qu'il s'agit d'un appareil différent du P-36, et largement plus performant. L'avion et son moteur sont un mystère pour les alliés, qui espèrent pouvoir en saisir un exemplaire pour étude. Alors qu'un plan périlleux est élaboré pour voler un tel appareil, il n'est finalement pas nécessaire de le mettre en oeuvre : le 23 juin 1942, l'Oberleutnant Armin Faber, suite à une erreur de navigation, pose son Fw 190 A-3 sur la base RAF de Pembrey au pays de Galles, offrant aux Britanniques un appareil intact.